# Abitinae
Abitinae (łac. Dioecesis Abitinensis) – stolica historycznej diecezji w Cesarstwie Rzymskim (prowincja Africa Proconsularis), współcześnie w Tunezji. Po raz pierwszy wzmiankowana w III wieku. Obecnie jest katolickim biskupstwem tytularnym. Jednym z biskupów tytularnych był Wincenty Urban, biskup pomocniczy gnieźnieński, a następnie wrocławski.

## Biskupi tytularni
| Lp. | Biskup                 | Funkcja                                                                         | Od                   | Do                |
| --- | ---------------------- | ------------------------------------------------------------------------------- | -------------------- | ----------------- |
| 1   | Gérard Bertrand MAfr   | wikariusz apostolski Tamale (Ghana)                                             | 10 czerwca 1948      | 18 kwietnia 1950  |
| 2   | Thomas Fernando        | biskup koadiutor Tuticorin (Indie)                                              | 25 czerwca 1950      | 26 czerwca 1953   |
| 3   | Francisco Juan Vénnera | biskup pomocniczy Rosario (Argentyna)                                           | 22 maja 1956         | 21 września 1959  |
| 4   | Wincenty Urban         | biskup pomocniczy gnieźnieński, następnie biskup pomocniczy wrocławski (Polska) | 21 października 1959 | 13 grudnia 1983   |
| 5   | Eduardo Picher Peña    | ordynariusz polowy Peru                                                         | 14 czerwca 1984      | 30 listopada 2002 |
| 6   | Brian Farrell LC       | urzędnik Kurii Rzymskiej                                                        | 19 grudnia 2002      |                   |